# École cathédrale de Viborg

Façade orientale de l'École cathédrale de Viborg.

L'École cathédrale de Viborg (en danois Viborg Katedralskole) est un lycée (gymnasium) de la ville de Viborg, au Danemark. L'établissement est situé au 2 Gammel Skivevej et accueille environ 1 000 lycéens.

## Historique
L'école cathédrale est fondée comme séminaire catholique vers 1060. Les jeunes gens y étudient la Bible, le chant des hymnes, la prière et le latin. Le recteur, nommé par l'évêque, doit aussi officier comme prêtre dans l'une des douze églises de Viborg.
Depuis la Réforme protestante de 1536, l'établissement est sous la tutelle de la monarchie danoise. En 1772, l'école déménage au 1 Sct. Mogens Gade, pendant que les bâtiments d'origine sont reconstruits pour accueillir un nombre plus élevé d'étudiants et d'enseignants. Plus tard, l'école bénéficie d'un jardin, à la suite d'un incendie à proximité. Ce jardin est appelé le « Jardin latin ». L'école et le Jardin latin sont proches de la cathédrale de Viborg.
Plusieurs réformes interviennent dans les années 1800 : une bibliothèque est installée, et les matières sont enseignées en danois. Une loi danoise de 1903 autorisant les filles à intégrer les gymasiums, l’École cathédrale devient mixte en 1904.
Des bâtiments supplémentaires sont construits à partir de 1922 par l'architecte Hack Kampmann, qui meurt avant la fin des travaux ; son fils Christian Kampmann  les termine en 1926. L'ancienne école, conservée, se situe actuellement au coin de Skivevej et de Aalborgvej.
L'extérieur de l'école actuelle est d'architecture néo-classique, avec un intérieur moderne de type scandinave. Une vaste pièce est ajoutée début 2007 à l'ancien atelier, ce qui procure plus d'espace pour les travaux de groupe. Cette pièce est nommée « Kampmann Hall », du nom de l'architecte de l'école.

## Anciens élèves notables
- Johannes V. Jensen (1873-1950 ; promotion 1893), écrivain, lauréat du Prix Nobel de littérature en 1944.
- Jens August Schade (1903-1978 ; promotion 1921), poète et romancier.
- Frode Jakobsen (1906-1997 ; promotion 1929), combattant de la résistance, homme politique et écrivain.
- Johan Otto von Spreckelsen (1929-1987 ; promotion 1948), architecte, concepteur de l'Arche de la Défense.
- Peer Hultberg (1935-2007 ; promotion 1953), écrivain et psychanalyste.
- Anders Fogh Rasmussen (né en 1953 ; promotion 1972), Premier ministre danois puis secrétaire général de l'OTAN.
- Anders Samuelsen (né en 1967 ; promotion 1986), membre du Parlement européen.
- Jens Rohde (né en 1970 ; promotion 1989), membre du Parlement européen.
- Christina Roslyng (née en 1978 ; promotion 1999), handballeuse, médaillée d'or aux Jeux olympiques et championne d'Europe.
- Josephine Touray (née en 1979), handballeuse, médaillée d'or aux Jeux olympiques et championne d'Europe.
- Rikke Skov (née en 1980 ; promotion 2000), handballeuse, médaillée d'or aux Jeux olympiques.
- Marie Bjerre (née en 1986), femme politique, ministre.

## Recteurs célèbres
- Christian Sørensen Longomontanus (1562-1647), astronome et mathématicien, recteur en 1603-1604.
- Carl Ferdinand Degen (da) (1766-1825), mathématicien, recteur de 1806 à 1814.
- Christian Frederik Ingerslev (da) (1803-1868), pédagogue et philologue helléniste, recteur de 1841 à 1844.
- Frederik Christian Olsen (da) (1802-1874), éducateur, historien de la littérature, recteur de 1844 à 1866.
- Hans Henrik Lefolii (da) (1819-1908), pédagogue et écrivain, recteur de 1866 à 1892.
- Arnold Heise (da) (1837-1915), historien, recteur de 1892 à 1908.

## Sources et références
- (en)/(da) Cet article est partiellement ou en totalité issu des articles intitulés en anglais « Viborg Katedralskole » (voir la liste des auteurs) et en danois « Viborg Katedralskole » (voir la liste des auteurs)..